# Весілля в Малинівці (оперета)
«Весілля в Малинівці» — оперета на основі однойменного лібрето Леоніда Юхвіда та Михайла Аваха, вперше поставлена в місті Харкові у Першій державній українській музичній комедії у 1937 році. Її автором був головний диригент театру композитор Олексій Рябов, у творчому доробку якого понад 20 оперет і музичних комедій.
Практично одночасно, у 1937—1938 роках, з'явилася і російськомовна версія композитора Бориса Александрова на основі лібрето Леоніда Юхвіда та Віктора Тіпота.
У 1967 році на кіностудії Ленфільм режисером Андрієм Тутишкіним за сценарієм Л. Юхвіда російську версію оперети було екранізовано.
Серед лідерів прокату радянських часів (1940—1989 років) комедія «Весілля в Малинівці» посідає почесне 5-те місце — 74,6 млн глядачів.

## Історія створення
У СРСР 1930-х років жанр оперети надзвичайно популярний. У музичних театрах країни одна за одною ставляться твори Ж. Оффенбаха, Ф. Легара та І. Кальмана, а за ними і перші радянські оперети, в яких традиційні веселощі і завзяття поєднуються з патріотичною і злободенною тематикою.
Одним із перших радянських композиторів, які звернулися до цього жанру, став Борис Александров, син Олександра Васильовича Александрова — відомого композитора-пісняра, засновника Ансамблю пісні і танцю Радянської Армії. Музичне середовище, в якому зростав і виховувався юнак, визначило коло його інтересів. 1929 року Борис Александров закінчує Московську консерваторію за класом композиції у Р. Глієра. Перший час він працює в Ансамблі пісні та танцю Радянської Армії, а в 1930 році переходить у ЦТКА — Центральний театр Червоної Армії, пише музику до драматичних вистав, створює свої перші пісні — вражаюче розспівні, близькі до народної мелодики.
Ці риси обдарування Б. Александрова привернули увагу Г. М. Ярона — чудового артиста та режисера, на той час одного з керівників Московського театру оперети. Влітку 1936 року з Яроном зустрівся український лібретист Л. А. Юхвід і показав Григорію Марковичу перші нариси «Весілля в Малинівці». Спочатку «Весілля у Малинівці» була написана українською мовою на музику Олексія Рябова. Ярона вразила романтичність, барвистість та веселість майбутньої оперети, можливість показати народні пісні та танці. До роботи були терміново залучені Борис Олександров та драматург-лібретист В. Я. Тіпот. Менш як за три місяці «Весілля в Малинівці» було завершено. Прем'єра вистави відбулася 8 листопада 1937 року на сцені Московського театру оперети, практично одночасно з прем'єрою оригінальної української версії Рябова в Харкові.
Згодом, згадуючи роботу над оперетою, Григорій Ярон писав:
|  | «Коли я починав ставити „Весілля в Малинівці“, я та мої товариші вірили у широту можливостей жанру. Успіху постановки передусім сприяла музика Александрова, сповнена яскравих ліричних фарб, добродушного народного гумору. Проникливо та глибоко композитор розкрив характери своїх героїв, соковито виписав яскраві народні сцени. „Весілля в Малинівці“ відіграло величезну роль у становленні радянської оперети, що отримала розвиток у творчості І. Дунаєвського, Ю. Мілютіна та інших композиторів. Вона зіграла велику роль і в долі Бориса Александрова, започаткувавши його активну творчу співпрацю з музичним театром». Оригінальний текст (рос.) «Когда я начинал ставить „Свадьбу в Малиновке“, я и мои товарищи верили в широту возможностей жанра. Успеху постановки прежде всего способствовала музыка Александрова, исполненная ярких лирических красок, добродушного народного юмора. Проникновенно и глубоко композитор раскрыл характеры своих героев, сочно выписал колоритные народные сцены. „Свадьба в Малиновке“ сыграла огромную роль в становлении советской оперетты, получившей развитие в творчестве И. Дунаевского, Ю. Милютина и других композиторов. Она сыграла большую роль и в судьбе Бориса Александрова, положив начало его активному творческому сотрудничеству с музыкальным театром». |

## Українська версія

### Дійові особи
Дійові особи наводяться за редакцією п'єси, опублікованою в Літературному журналі у 1938 році.
- Софія — 36 років, селянка
- Яринка — її дочка, 17 років
- Нечипір — їхній родич, дід
- Гапуся — Нечипорова дружина
- Андрійко — молодий чередник
- Комариха і Василина — селянки
- Назар Забара — командир і комісар окремого загону бригади Котовського
- Петря — пом. командира
- Яшка — котовець, бесарабець
- Вася — старий, бородатий солдат, котовець
- Маріорі — сестра Яшки
- Балясний — куркуль, сухий, високий
- Гриціан — його син, отаман
- Попандопуло — грек з Одеси, років 30-ти
- Гречкосій і Бийбаба — гриціановці-бандити
- Чечель — штабс-капітан
- Котовці, селянки, гриціановці

Діється на півдні України восени 1920 героїчного року.

## Російська версія

### Дійові особи
Дійови особи та музичні номери наводяться за клавіром 1971 року.
- Назар Дума — командир окремого загону Котовського бригади
- Софія — дружина Назара, селянка
- Яринка — їхня дочка
- Дід Нечипір — селянин
- Гапуся — його дружина
- Андрійко — пастух
- Комариха і Василина — селянки
- Петря, Павло, Вася, Марченко — бійці окремого загону бригади Котовського.
- Яшка — артилерист
- Гриціан (Грицько) — отаман націоналістичної банди
- Попандопуло — його ад'ютант
- Балясний — батько Гриціана, кулак
- Гречка, Молочний, Лялька, Руда — бандити
- Пан Чечель — врангелівський штабс-капітан
- Селянки, котовці, гриціанівці

Дія відбувається восени 1920 року на півдні України.

### Музичні номери
- Увертюра

Дія перша

Картина перша
- № 1. Пісня Яринки — «Ах, цвети, расцветай цветом пышным…»
- № 2. Дует Яринки та Андрійки — «В путь дивчина провожает казака-котовца…»
- № 3. Дует Софії та Яринки — «Ты когда была ребёнком, не любила засыпать…»
- № 4. Пісня Софії із жіночим хором — «Ой ты, ой ты, бидна голивонька…»
- № 5. Частушки — «Ах ты, горе — не беда, молоко без пенки…»
- № 6. Танець
- № 7. Сцена з бандитами

Картина друга
- № 8. Антракт
- № 9. Терцет. (Петря, Вася, Яринка) — «У других девиц богатых сундуками полны хаты…»
- № 10. Пісня Назара — «Ой и вырос в поле чистом дуб высокий и ветвистый…»
- № 11. Від'їзд загону — «Ой, пры лужку, пры лужку, пры широким поли…»

Дія друга

Картина третя
- № 12. Вступ
- № 13. Пісня Андрійки — «Ой, ветер мой, ветер, скажи мне, куда торопишься целую ночь?..»
- № 14. Дует Яринки та Андрійки — «Не смотри ты лютым зверем…»
- № 15. Пісенька Нечипора — «Я, когда в полку служил, чёрные усы носил…»
- № 16. Танцювальний дует Яшки та Гапусі. «В той степ» — «Приготовьтесь, фрау-мадам…»
- № 17. Пісня Назара та Софії з жіночим хором — «Широкая степь от пожаров дымится…»
- № 18. Пісенька Попандопуло — «В Одессе жил, купался в море Чёрном…»
- № 19. Наближення котовців — «Ой, пры лужку, пры лужку, пры широким поли…»

Картина четверта
- № 20. Пісня «Ой, при лужку, при лужку» — «Ой, пры лужку, пры лужку, пры широким поли…»
- № 21. Балет
- № 22. Дует Яринки та Петрі — «Здесь никто-никто моих не услышит жалоб…»
- № 23. Дует Яшки та Комарихи — «Ох, отшагал я по земле чужой…»
- № 24. Фінал другої дії — «Нам счастья нет, нет житья…»

Дія третя

Картина п'ята
- № 25. Вступ
- № 26. Пляска на весіллі — «Рыболовцы, бравы хлопцы, рыбу ловили…»
- № 27. Куплети Попандопуло — «На морском песочке я Жанету встретил…»
- № 28. Танець Яринки
- № 29. Закінчення

### Сюжет
Привільно розкинулось у степу українське село Малинівка. У зелені садів потопають білі мазанки. Але все ніби вимерло довкола, не брязкають над Малинівкою вечорами задерикуваті дівочі пісні. Йде суворий 1919 рік. Чимало бід довелося пережити мешканцям села. А тут ще нова напасть — в окрузі з'явилася банда Грицька — сина місцевого багатія Балясного, який надав собі пишний титул — пан-отаман Гриціан Таврійський. Однак, хоч би скільки Грицько важнив, погані його справи — на очах розпадається бандитська зграя. Відчуваючи, що йому недовго залишилося отаманствувати, наважується Грицько на останню підлість — задумує насильно взяти в дружини красуню, що сподобалася йому, Яринку. А Яринка нічого не знає про біду, що загрожує. Радісно у неї на душі, адже вже давно любить вона молодого пастуха Андрійка.
Одного ранку, здіймаючи їдкі клуби пилу, на сільській вулиці з'явилася кінна банда Гриціана. Поруч із отаманом красується його вірний ад'ютант Попандопуло. Дивлячись на нього, важко втриматись від сміху. На ньому галіфе із зеленого більярдного сукна, кашкет млинцем, до того ж вся його маленька квола фігурка обвішана зброєю. «Гей, Яринко, — зупиняє дівчину Гриціан, — готуйся до весілля! Сьогодні о восьмій годині ми з тобою повінчуємося». У розпачі кинулась Яринка геть із села. Єдина надія — загін Червоної армії, який, за чутками, зупинився десь у лісі за яром.
Яринка розшукала червоноармійців. За участю вислухав схвильовану розповідь дівчини командир загону Назар Дума, виходець із цих місць, який втратив свою родину в селі. Важке завдання стоїть перед Назаром, адже в нього лише тридцять бійців, а у Гриціана в банді сто п'ятдесят! І тоді він вирішує піти на хитрість. Дума радить Яринці для видимості погодитись на весілля. План командира простий: коли бандити переп'ються, загін раптово нападе на них і розгромить усю зграю. Щоб підготувати цю операцію, Назар Дума під виглядом солдата, що повертається з полону, пробирається до Малинівки, де йде підготовка до отаманового весілля. Проте задуманий план опиняється під загрозою зриву. Спочатку Назар несподівано зустрічає свою давно втрачену дружину, яка ледь не викриває його інкогніто, і дізнається, що Яринка — його дочка. Потім командир дізнається, що за розпорядженням Гриціана весілля вирішено зіграти на дві години раніше встановленого терміну. Повідомити про це червоноармійцям береться Андрійко. Попереджені їм бійці на весілля в Малинівку вчасно!
Радо вітають мешканці своїх визволителів. Але червоні кавалеристи поспішають — час не чекає. Після недовгого відпочинку загін виступає у похід. Поряд із командиром їде знову придбана дочка Яринка та щасливий Андрійко. Полощиться за вітром червоний прапор, дзвінко летить над Малинівкою знаменита пісня Першої кінної.

### Критика
- Янковский М. Советский театр оперетты. Очерк истории. — Л.—М.: Искусство, 1962.
- Янковский М. Оперетта. Возникновение и развитие жанра на Западе и в СССР. — Л.—М.: Искусство, 1937.
- Ярон Г. М. О любимом жанре. — М.: Искусство, 1960.

### Публікації твору
- Юхвід, Леонід. Весілля в Малинівці : музична п'єса на 3 дії, 5 картин // Літературний журнал : літературно-художній і критичний місячник : орган Українського та Харківського обласного правління Спілки радянських письменників. — Київ ; Харків : Державне літературне видавництво, 1938. — № 2—3 (лютий — березень). — С. 9—58.

- Весілля в Малинівці [Текст] : народна комедія на 3 дії, 5 картин : клавір / либр. Л. Юхвіда ; муз. О. Рябова. — [Б. м. : б. в.], 1962. — 234 с.

- Юхвід Л. А. Комедії [Текст] / Л. А. Юхвід. — Харків : Облвидав, 1954. — 196 с. — Весілля в Малинівці. Чудесний край. Голуба фортеця.

- Рябов О. П. Арія Софії : з оперети «Весілля в Малинівці» / О. П. Рябов // Вибрані уривки з музичних комедiй та оперет : для спiву з супроводом фортепіано / упорядник О. Рябов. — (Радянська оперета). — Київ : Мистецтво, 1955. — С. 81—89.

- Рябов О. П. Дует Яшки та Комарихи (оперета «Весілля в Малинівці») / О. П. Рябов // Подорож у світ музики : уривки з оперет та музики до вистав у легкому перекладенні для фортепіано. Випуск 4 / Уклад. Ю. Котеленець. — Київ : Музична Україна, 1972. — 31 с. — С. 21.

- ЦДАМЛМ. Ф. 844. Оп. 2. Спр. 121. Лист Управління по охороні авторських прав УРСР до Головвидату Міністерства культури УРСР про усунення порушення авторського права при перевиданні клавіру оперети Рябова О. П. «Весілля в Малинівці». Копія. 1963.

- Александров Б. А. Свадьба в Малиновке [Ноты] : оперетта в 3 действиях, 5 картинах / Б. А. Александров ; либретто Л. Юхвида ; перевод с украинского Л. Юхвида и В. Типота. — Клавир. — Москва : Музыка, 1971. — 166 с. — Оборот титульного листа: Оперетта написана в 1937 году и впервые поставлена Московским театром оперетты в том же году. Текст либретто пересмотрен и дополнен автором в 1968 году.

### Звукозаписи
- ЦДАЕА. Од. обл. 7819. зб. М - 3679-3683. Весілля в Малинівці. Композитор: Рябов О. П. Автор тексту: лібр. Юхвід Л. Радіопостановка музичної комедії. Виконавець: Артисти київських театрів. Тривалість: 1°19'18", моно. 1962.

- ЦДАЕА. Од. обл. 13805. Об. зб. М-29015. Свадьба в Малиновке. Композитор: Александров Б. А. Автор тексту: либр. Юхвид Л., Типот Т. Виконавець: Артисти Одеського театру музичної комедії. 1984[3].

- Рябов А. Свадьба в Малиновке (фрагменты из оперетты) / исполн.: Ансамбль песни и оркестр Украинского радио, дирижёр Л. А. Балабайченко. — Рига : Melodija, 1963. — 3-я группа [ГОСТ-5289-61] : 33 об/мин [LP], моно ;  10″. — 33Д-12953, 33Д-12954. — Содержание: 1. Увертюра. 2. Песня Яринки — К. Радченко. 3. Дуэт Яринки и Андрея — К. Радченко и М. Раков. 4. Ария Назара — Н. Полуденный. | 5. Песня Нечипора — Б. Хенкин. 6. Трио Яшки, Гапуси и Нечипора — В. Белоцерковский, О. Трач и Б. Хенкин. 7. Песня Андрея — М. Раков. 8. Песня котовцев. 9. Дуэт Яринки и Андрея (2-е д.) — К. Радченко и М. Раков. 10. Финал.